# 刘文杰 (1966年)
刘文杰（1966年10月—2024年9月19日），汉族，湖南省娄底市涟源市人，中华人民共和国女性政治人物，工商管理碩士，经济师，中国共产党第二十次全国代表大会代表，第十四届全国人民代表大会代表，中国共产党湖南省第十一届纪律检查委员会委员，中国共产党湖南省第十二届委员会委员。2022年12月起任湖南省财政厅党组书记、厅长，主持全面工作，分管预算处、财政监督局（稽查办）。

## 生平
1985年6月，加入中国共产党。1990年6月，参加工作，进入湖南省财政厅任职，先后历任厅机关团委书记、行政政法处助理调研员、行政政法处副处长、厅机关党委专职副书记，厅机关党委办公室主任、工会主席、人事教育处处长、厅党组成员、总经济师，党组成员、副厅长。2016年出任中共湖南省纪委常委。2020年8月，转任湖南省统计局党组书记。
2020年9月，任湖南省统计局党组书记、局长。2022年12月，任湖南省财政厅党组书记、厅长，直到2024年9月逝世。

### 坠楼事件
2024年9月19日上午，刘文杰在长沙市天心区城南西路1号财政厅家属院2栋宿舍楼13层遇见江燚辉、江辉两人。9时12分，刘文杰和江辉同时坠楼身亡。9时17分，江燚辉在试图用窗帘作为绳索离开现场时坠楼身亡。知情人士称两人与刘文杰的工作有关联，但公安机关调查称未发现刘文杰及其家人此前与两人有交集。9月20日，湖南省财政厅发布讣告，称对刘文杰的遇害表示哀悼，并对其给予高度评价。其第十四届全国人大代表资格自然终止。

#### 当事人
江燚辉、江辉均为湖南省岳阳市平江县浯口镇人：
- 江燚辉，31岁，男性，平江县第十一届政协委员，湖南上层领域科技有限责任公司法定代表人、股东、高管，平江县天浩实业有限公司法定代表人、股东、高管，平江县浯口镇卓尔嘉服装超市法定代表人，广州雷盛家具有限公司股东，2019年至2022年间在湖南省外经营家具业务，另有多个项目涉及与政府机构的合作，包括土地开发、工程建设等。公安机关在通告中强调其多次前往澳门参与赌博，称其“欠债1200余万元”。
- 江辉，35岁，男性。两人是朋友关系，合伙经营家具业务。公安机关在通告中强调其曾向多人借款。

9月18日下午2时，两人进入家属院，次日凌晨0时离开，在对面酒店顶楼楼梯间过夜。上午，两人返回家属院，于6-7时先后进入2栋宿舍楼，在13层的楼梯间停留。刘文杰离开宿舍时遇见两人并一起返回宿舍，期间刘文杰在宿舍外的亲友未发现异常，之后发生坠楼事件。

#### 现场勘查
公安机关发布通告称，现场阳台上有搏斗痕迹，室内家具和衣物有大量翻动迹象，13层楼梯间发现遗留的两个黑色双肩背包，内有一条约3米长的带挂钩彩色尼龙绳、橡胶手套、钳子等工具。